# 밥 줘
《밥 줘》는 2009년 5월 25일부터 2009년 10월 23일까지 방영된 문화방송 일일연속극이다.

## 기획 의도
세 자매의 결혼 생활을 그린 드라마

## 등장 인물

### 주요 인물
- 하희라 : 조영란(37세) 역
- 김상민 : 정선우(40세) 역 - 영란의 남편
- 김혜선 : 조영심(41세) 역 - 영란의 언니
- 김병세 : 배도식(44세) 역 - 영심의 남편
- 오윤아 : 조영미(30세) 역 - 영란의 동생
- 하석진 : 김윤수(31세) 역 - 영미의 남편

### 영란의 주변 인물
- 이효춘 : 박순자(60세) 역 - 영란의 어머니
- 하승리 : 정은지(14세) 역 - 영란과 선우의 딸
- 이병준 : 조현태(11세) 역 - 영란의 친정조카

### 영심의 주변 인물
- 권오민 : 배웅(13세) 역 - 영심과 도식의 아들

### 영미의 주변 인물
- 이혜숙 : 윤미희(50대 중반) 역 - 영미의 시어머니
- 한인수 : 황종갑(50대 후반) 역 - 미희의 연인

### 주변 인물
- 최수린 : 차화진(38세) 역 - 선우의 내연녀
- 조연우 : 유준희(34세) 역 - 영란의 연인
- 홍충민 : 임정희(37세) 역 - 영란의 친구
- 김영기 : 강 형사(50대 후반) 역 - 정희의 연인, 화진의 외삼촌
- 김지민 : 유선영(10세) 역 - 준희의 딸

### 그 외
- 이현우 : 토미 역 - 화진의 아들
- 신소정 : 미미 역
- 천성훈 : 신이 역
- 박정수 : 선우의 어머니 역 (특별출연)

## 참고 사항
- 서영명 작가의 《있을 때 잘해!!》 이후 2년 만의 MBC 복귀작이었다.
- 극 중 조영란과 조영심 역으로 출연한 하희라와 김혜선은 1992년 《장미정원》 이후 오랜만에 재회하여[1] 화제가 됐다.
- 부부 간의 불륜, 불법, 패륜, 불화, 이혼, 폭력 등 비상식적이고 비윤리적인 내용 때문에 방송통신심의위원회로부터 시청자에 대한 사과명령을 받아야 했다.[2]
- 무한도전 TV특집(174회)에서 패러디 되었다.

## 경쟁 프로그램
- 집으로 가는 길 (KBS 1TV)
- 다 함께 차차차 (KBS 1TV)
- 태희 혜교 지현이 (MBC)
- 두 아내 (SBS)

## 같이 보기
- 대한민국의 텔레비전 프로그램 목록